# KBS杯バドゥク王戦
KBS杯バドゥク王戦（KBSはい バドゥクおうせん。KBS바둑왕전）は、韓国の囲碁の早碁棋戦。1980年に開始。対局は毎週KBSテレビで放送される。「バドゥク」は韓国語で囲碁の意味。
- 主催 韓国放送公社
- 優勝賞金 2000万ウォン

1989年から、優勝者・準優勝者は、テレビ囲碁アジア選手権戦に出場する。

## 方式
- 24名による敗者復活戦方式のトーナメント戦によって優勝者を決める。決勝戦は3番勝負。35期は43名、36期は42名、37期からは32名、41期は8名（前期シード2名、ランキング上位5名、スポンサーシード1名）によるトーナメント。
- 持ち時間は5分で、使い切ると30秒の秒読み。
- コミは6目半。

## 歴代優勝者と決勝戦
（左が優勝者）
- 1. 1980年 曺薫鉉 2-0 盧永夏
- 2. 1983年 曺薫鉉 2-0 金熙中
- 3. 1984年 徐奉洙 2-0 金坐基
- 4. 1985年 曺薫鉉 2-1 徐奉洙
- 5. 1986年 河燦錫 2-1 金熙中
- 6. 1987年 曺薫鉉 2-1 金熙中
- 7. 1988年 曺薫鉉 2-0 徐能旭
- 8. 1989年 李昌鎬 2-1 金秀壮
- 9. 1990年 曺薫鉉 2-1 徐能旭
- 10. 1991年 曺薫鉉 2-0 徐能旭
- 11. 1992年 李昌鎬 2-1 曺薫鉉
- 12. 1994年 曺薫鉉 2-0 劉昌赫
- 13. 1995年 李昌鎬 2-0 曺薫鉉
- 14. 1996年 劉昌赫 2-0 李昌鎬
- 15. 1997年 曺薫鉉 2-1 李昌鎬
- 16. 1998年 曺薫鉉 2-0 李昌鎬
- 17. 1999年 李昌鎬 2-0 鄭壽鉉
- 18. 1999年 曺薫鉉 2-0 李昌鎬
- 19. 2000年 睦鎮碩 2-1 李昌鎬
- 20. 2001年 李昌鎬 2-0 李世乭
- 21. 2002年 李昌鎬 2-1 李相勲
- 22. 2003年 宋泰坤 2-0 朴炳奎
- 23. 2004年 李昌鎬 2-0 趙漢乗
- 24. 2005年 李昌鎬 2-0 劉昌赫
- 25. 2006年 李世乭 2-0 崔哲瀚
- 26. 2007年 李昌鎬 2-1 趙漢乗
- 27. 2009年 李昌鎬 2-1 李世乭
- 28. 2009年 李昌鎬 2-0 姜東潤
- 29. 2011年 朴廷桓 2-0 白洪淅
- 30. 2012年 朴廷桓 2-0 白洪淅
- 31. 2013年 朴廷桓 2-1 李昌鎬
- 32. 2014年 李世乭 2-1 朴廷桓
- 33. 2015年 李東勲 2-0 朴廷桓
- 34. 2016年 朴廷桓 2-1 李世乭
- 35. 2016年 李世乭 2-0 羅玄
- 36. 2018年 朴廷桓 2-0 金志錫
- 37. 2019年 申旻埈 2-0 朴廷桓
- 38. 2019年 申眞諝 2-1 申旻埈
- 39. 2020年 申眞諝 2-0 安成浚
- 40. 2021年 申眞諝 2-0 朴廷桓
- 41. 2022年 申眞諝 2-0 朴廷桓

## 記録
- 最多優勝 11回 曺薫鉉、李昌鎬
- 韓国最年少タイトル 14歳 李昌鎬 1988年